# Kappa-Mechanismus
Der Kappa-Mechanismus ist ein Pulsationsprozess, der die Helligkeitsänderungen von pulsationsveränderlichen Sternen (Veränderliche Sterne) beschreibt. Dieser Mechanismus kann dann in Kraft treten, wenn die Opazität {\displaystyle \kappa } (kappa) in der Sternatmosphäre mit zunehmender Temperatur ansteigt.

## Grundlagen
Im Allgemeinen herrscht in einem Stern ein Kräftegleichgewicht. Das heißt, die Gravitationskraft, die den Stern zu kontrahieren versucht, wird ausgeglichen durch den Gasdruck und den Strahlungsdruck, der durch die Kernfusion im Inneren entsteht.
Abweichungen von diesem Gleichgewicht können dazu führen, dass der Stern pulsiert. Ist zum Beispiel der Radius des Sterns kleiner, als es dem Gleichgewichtszustand entsprechen würde, überwiegt der Strahlungsdruck und der Stern expandiert. Wegen der Massenträgheit führt diese rücktreibende Kraft dazu, dass der Stern sich dabei über den Gleichgewichtspunkt hinaus ausdehnt; nun dominiert die Gravitation und der Stern schrumpft wieder. Es entsteht also eine Oszillation, der Stern pulsiert. Bei den meisten Sternen (wie z. B. auch der Sonne) sind diese Pulsationen allerdings sehr klein. Die Stärke der Pulsation hängt daher von der Art der rücktreibenden Kraft ab.

## Kappa-Mechanismus
Der Kappa-Mechanismus erzeugt eine rücktreibende Kraft, die dazu führt, dass ein Stern pulsiert. Im Inneren eines Sterns wird durch Kernfusion Energie in Form von Gammastrahlung erzeugt. Diese Energie wird allerdings nicht direkt vom Stern abgestrahlt: Wegen der hohen Dichte im Sterninneren wird die Gammastrahlung auf ihrem Weg zur Oberfläche des Sterns vielfach gestreut. Diese teilweise Undurchlässigkeit der Sternatmosphäre wird Opazität genannt und oft mit dem griechischen Buchstaben {\displaystyle \kappa } (kappa) bezeichnet. Im Inneren eines Sterns ist die Opazität allerdings nicht konstant. Sie hängt vom Druck und der Temperatur ab und hat außerdem für jede Wellenlänge einen unterschiedlichen Wert. Nimmt nun die Opazität mit zunehmender Temperatur des Sternmaterials zu, dann können daraus Pulsationen entstehen. Der Kappa-Mechanismus lässt sich dann folgendermaßen beschreiben:
- Das Material in einer Zone der Sternatmosphäre, in der die Opazität mit steigender Temperatur zunimmt, wird durch äußere Störungen komprimiert, d. h. diese Schicht bewegt sich in Richtung des Zentrums des Sterns.
- Durch die Kompression steigen Druck und Temperatur dieses Materials.
- Durch die Erhöhung von Druck und Temperatur steigt die Opazität.
- Durch die angestiegene Opazität dieser Schicht dringt nun weniger Strahlung aus dem Sterninneren nach außen; sie "staut" sich darunter.
- Dadurch entsteht unterhalb der Schicht ein größerer Strahlungsdruck, der dazu führt, dass die Schicht sich nun ausdehnt.
- Die sich ausdehnende Schicht wird nun kühler und der Druck sinkt, wodurch auch die Opazität wieder geringer wird.
- Jetzt kann die angestaute Strahlung schnell entweichen.
- Durch das Entweichen der Strahlung nimmt der Druck unterhalb der Schicht ab, wodurch diese aufgrund der nun wieder stärkeren Gravitationskraft in Richtung des Sterninneren komprimiert wird und der Zyklus von neuem beginnt.

Der oben beschriebene Prozess lässt sich rein qualitativ gut mit einer Dampfmaschine beschreiben, in der die Opazität einem Ventil entspricht.